# Dubbelquartetten Frida
Dubbelquartetten Frida (Dubbelkvartetten Frida) är en sånggrupp från Lund som bildades 1967. Gruppen har sitt ursprung i Lunds Studentsångförening.  Deras repertoar omfattar såväl sakral som profan musik, traditionell manskörsmusik a capella, samt visor och schlager i egna arrangemang. De har framträtt vid flera av Lunds Studentsångförenings konserter och turnéer bland annat till USA, Frankrike och England. Gruppen har sjungit i flera radio- (Frukostklubben med Sigge Fürst) och TV-program (Musikfrågan Kontrapunkt med Sten Broman och Sommarkväll med Stellan Sundahl och Gunnar Bernstrup).
Dubbelquartetten Frida blev årets överraskningsartist vid Visfestivalen i Västervik 1973, med bland annat  deras tolkning av ”Ring, Ring” (text och musik: Andersson/Andersson/Ulvaeus, arr: B. Wall) samt visan ”In a Monastery Garden” (Albert W. Ketèlbey). Gruppens första LP-skiva blev vald av Sveriges Radio till ”Veckans svenska LP-skiva” 1977.

## Diskografi
- Dubbelquartetten Frida (1977, Polydor, 2379141). Sångare: Ronnie Bergh, Göran Bjarnegård, Lars-Eric Dahlberg, Thomas von Gegerfelt (f. Lakocinski), Tomas Jennbert, Ronny Jansson, Johan Johansson, Stig-Lennart Sjöberg, Tadeusz Wieloch, Sverker Zadig.[4][13]
- På 8 man hand med Dubbelquartetten Frida (1981, Frida, FLP-2). Sångare: Lars-Eric Dahlberg, Torbjörn Hermansson, Ronny Jansson, Dan Ljunghill, Johan Johansson, Philip Olsson, Roland Rydell, Stig-Lennart Sjöberg, Sverker Zadig.[5][14]